# Хосе де Хесус
Хосе де Хесус (англ. José de Jesús, 12 серпня 1963) — пуерториканський професійний боксер, чемпіон світу за версією WBO (1989—1992) в першій найлегшій вазі.

## Професіональна кар'єра
Дебютував на профірингу 1981 року.
19 травня 1989 року в бою проти Фернандо Мартінеса технічним рішенням в дев'ятому раунді завоював інагураційний титул WBO у першій найлегшій вазі. Провів три вдалих захисти. У березні 1992 року де Хесус був позбавлений титулу після того, як не зміг захистити його протягом певного періоду часу.
Завершив кар'єру в 1999 році.